# Борзов, Владимир Михайлович
Владимир Михайлович Борзов (10 января 1940, Москва — 17 августа 1999, Москва) — советский конструктор ядерных боеприпасов.

## Биография
Окончил Московский авиационный институт (1963).
С 1962 года работал во ВНИИА в должностях от техника до начальника лаборатории.

## Награды
- орден «Знак Почёта» (1984)
- медаль «Ветеран труда»
- Государственная премия РФ 1996 года за создание принципиально нового вида универсальных ядерных боеприпасов повышенной безопасности для ракетного оружия ВМФ.